# Aser Pierrick Dipanda
Aser Pierrick Dipanda Dicka (sinh ngày 18 tháng 2 năm 1989) là một cầu thủ bóng đá người Cameroon thi đấu ở vị trí tiền đạo cho Mohun Bagan A.C.  ở I-League.

## Sự nghiệp
Sinh ra ở Douala, Dipanda giành phần lớn sự nghiệp thi đấu ở Tây Ban Nha cho Valencia B, La Roda, Olímpic de Xàtiva, và Alzira. Dipanda sau đó chuyển đến Ấn Độ và gia nhập DSK Shivajians của I-League. Anh có màn ra mắt cho câu lạc bộ ngày 17 tháng 1 năm 2016 trước Sporting Goa.

## Thống kê
Tính đến 27 tháng 2 năm 2018
| Câu lạc bộ          | Mùa giải                          | Giải vô địch             | Giải vô địch | Giải vô địch | Cúp Liên đoàn | Cúp Liên đoàn | Cúp Quốc gia | Cúp Quốc gia | Châu lục | Châu lục  | Tổng    | Tổng      |
| Câu lạc bộ          | Mùa giải                          | Hạng đấu                 | Số trận      | Bàn thắng    | Số trận       | Bàn thắng     | Số trận      | Bàn thắng    | Số trận  | Bàn thắng | Số trận | Bàn thắng |
| ------------------- | --------------------------------- | ------------------------ | ------------ | ------------ | ------------- | ------------- | ------------ | ------------ | -------- | --------- | ------- | --------- |
| DSK Shivajians F.C  | 2015–16                           | I-League                 | 13           | 7            | —             | —             | 0            | 0            | —        | —         | 13      | 7         |
| Shillong Lajong     | 2016–17                           | I-League                 | 17           | 11           | —             | —             | 0            | 0            | —        | —         | 17      | 11        |
| Mohammedan S.C      | 2017–18 Calcutta Premier Division | Calcutta Football League | 9            | 12           | —             | —             | 0            | 0            | —        | —         | 9       | 12        |
| Mohun Began A.C     | 2017–18                           | I-League                 | 18           | 13           | —             | —             | 3            | 4            | —        | —         | 21      | 17        |
| Tổng cộng sự nghiệp | Tổng cộng sự nghiệp               | Tổng cộng sự nghiệp      | 57           | 43           | 0             | 0             | 0            | 0            | 0        | 0         | 58      | 45        |

## Danh hiệu

### Cá nhân
- Tiền đạo xuất sắc nhất HeroI-League 2016–2017.[4]